# Liste der Biografien/Vanc
Liste der Biografien |
Portal Biografien |
Personensuche
# |
A |
B |
C |
D |
E |
F |
G |
H |
I |
J |
K |
L |
M |
N |
O |
P |
Q |
R |
S |
T |
U |
V |
W |
X |
Y |
Z |
?
 
Va |
Vd |
Ve |
Vh |
Vi |
Vj |
Vl |
Vn |
Vo |
Vr |
Vs |
Vt |
Vu |
Vy
 
Vaa |
Vab |
Vac |
Vad |
Vae |
Vaf |
Vag |
Vah |
Vai |
Vaj |
Vak |
Val |
Vam |
Van |
Vap |
Vaq |
Var |
Vas |
Vat |
Vau |
Vav |
Vaw |
Vax |
Vay |
Vaz
 
Van A |
Van B |
Van C |
Van D |
Van E |
Van F |
Van G |
Van H |
Van I |
Van K |
Van L |
Van M |
Van N |
Van O |
Van P |
Van Q |
Van R |
Van S |
Van T |
Van U |
Van V |
Van W |
Van Y |
Van Z

Vana |
Vanb |
Vanc |
Vand |
Vane |
Vang |
Vanh |
Vani |
Vanj |
Vank |
Vanl |
Vanm |
Vann |
Vano |
Vanp |
Vanq |
Vanr |
Vans |
Vant |
Vanu |
Vanv |
Vanw |
Vany |
Vanz
Die Liste der Biografien führt alle Personen auf, die in der deutschsprachigen Wikipedia einen Artikel haben. Dieses ist eine Teilliste mit 56 Einträgen von Personen, deren Namen mit den Buchstaben „Vanc“ beginnt.

## Vanc

### Vanca
- VanCamp, Emily (* 1986), kanadische Schauspielerin
- Vancamp, Jorn (* 1998), belgischer Fußballspieler

### Vance
- Vance, Chris (* 1971), australischer Schauspieler
- Vance, Courtney B. (* 1960), US-amerikanischer Schauspieler
- Vance, Cyrus (1917–2002), US-amerikanischer Politiker (Demokratische Partei) und Außenminister (1977–1980)
- Vance, Danitra (1954–1994), US-amerikanische Comedian und Schauspielerin
- Vance, Dazzy (1891–1961), US-amerikanischer Baseballspieler
- Vance, Demi (* 1991), nordirische Fußballspielerin
- Vance, Dick (1915–1985), US-amerikanischer Jazz-Trompeter
- Vance, Foy (* 1974), nordirischer Musiker und Singer-Songwriter
- Vance, Jack (1916–2013), US-amerikanischer Science-Fiction- und Fantasy-Autor
- Vance, Jack (* 1997), US-amerikanischer Tennisspieler
- Vance, James, schottischer Fußballspieler
- Vance, Jamie (* 1997), US-amerikanischer Tennisspieler
- Vance, Jane Gentry (1941–2014), US-amerikanische Dichterin und Professorin
- Vance, JD (* 1984), US-amerikanischer Kapitalmanager, Autor und PolitikerJD Vance (* 1984)

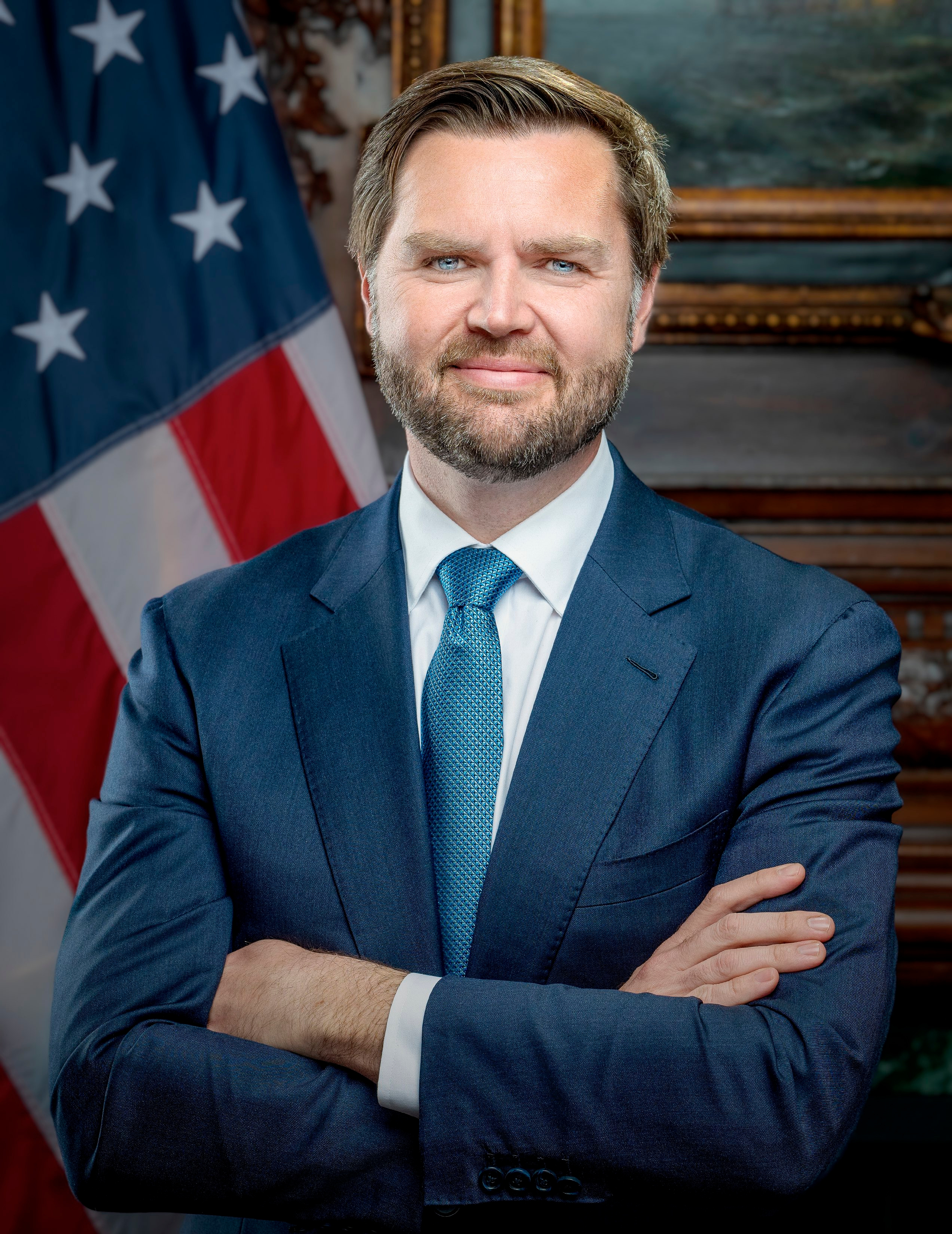
JD Vance (* 1984)

- Vance, John L. (1839–1921), US-amerikanischer Politiker
- Vance, Jonathan (* 1964), kanadischer General
- Vance, Joseph (1786–1852), US-amerikanischer Politiker
- Vance, Kenny (* 1943), US-amerikanischer Sänger und Musikproduzent
- Vance, Marilyn, US-amerikanische Kostümdesignerin, Filmproduzentin und Filmemacherin
- Vance, Robert B. (1793–1827), US-amerikanischer Politiker
- Vance, Robert B. (1828–1899), US-amerikanischer Politiker
- Vance, Robert H. (1825–1876), amerikanischer Fotograf
- Vance, Robert J. (1854–1902), US-amerikanischer Politiker
- Vance, Rupert Bayless (1899–1975), US-amerikanischer Soziologe
- Vance, Samuel (1879–1947), kanadischer Sportschütze
- Vance, Samuel B. H. (1814–1890), US-amerikanischer Politiker
- Vance, Tommy (1940–2005), britischer Radiomoderator
- Vance, Usha (* 1986), US-amerikanische Juristin und AnwältinUsha Vance (* 1986)

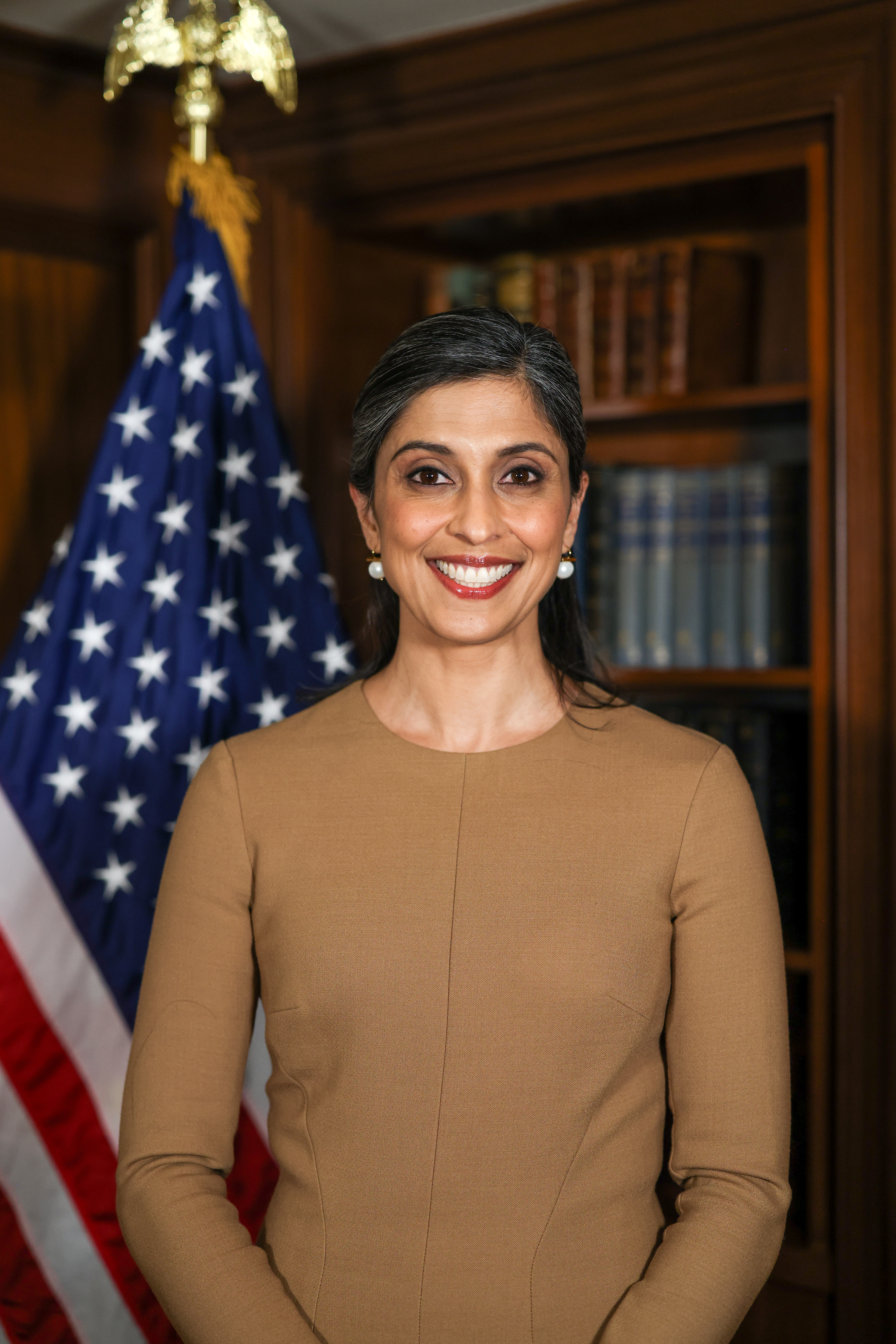
Usha Vance (* 1986)

- Vance, Vivian (1909–1979), US-amerikanische Schauspielerin
- Vance, William (1935–2018), belgischer Comiczeichner
- Vance, Zebulon Baird (1830–1894), US-amerikanischer Politiker, Gouverneur von North Carolina
- Vance-Law, Sam (* 1987), kanadischer Musiker und Sänger
- Vancea, Ioan (1820–1892), rumänischer griechisch-katholischer Bischof und Erzbischof
- Vancea, Robert (* 1976), rumänischer Fußballspieler
- Vancea, Zeno (1900–1990), rumänischer Komponist, Musikwissenschaftler und Hochschullehrer

### Vanci
- Vancier, Victor (* 1956), US-amerikanischer politischer Aktivist
- Vancil, Taylor (* 1991), US-amerikanische Fußballtorhüterin
- Vancini, Florestano (1926–2008), italienischer Filmregisseur

### Vanco
- Vanco, Marcel (1895–1987), französischer Fußballspieler
- Vanco, Marcus (* 1990), australischer Schauspieler und Filmproduzent
- Vančo, Marek (* 1989), tschechischer Handballspieler
- VanCompernolle, Jacob (* 1993), US-amerikanischer Fußballspieler
- Vanconti, Carlotta (1894–1964), deutsche Operettensängerin (Sopran)
- Vancottem, Rémy Victor (* 1943), belgischer Geistlicher, emeritierter römisch-katholischer Bischof von Namur
- Vancouver, George (1757–1798), britischer Offizier in der Royal Navy und EntdeckerGeorge Vancouver (1757–1798)

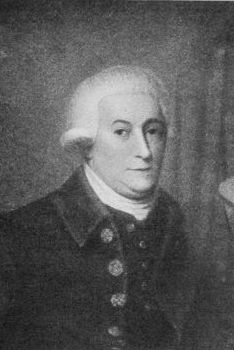
George Vancouver (1757–1798)

### Vancs
- Vancsa, Max (1866–1947), niederösterreichischer Landesarchivar und -historiker
- Vancsa, Zalán (* 2004), ungarischer Fußballspieler
- Vancsik, Daniel (* 1977), argentinischer Golfer

### Vancu
- Vančura, Adolf (1900–1967), österreichischer Komponist
- Vancura, Johanna (1915–1998), österreichische Sprinterin
- Vančura, Josef (1870–1930), tschechoslowakischer Rechtshistoriker und Papyrologe
- Vančura, Tomáš (* 1996), tschechischer Skispringer
- Vančura, Vladislav (1891–1942), tschechischer Schriftsteller, Dramatiker, Filmregisseur und Arzt

### Vancz
- Vanczák, Vilmos (* 1983), ungarischer Fußballspieler